# 佐拉娜·阿鲁诺维奇
佐拉娜·阿鲁诺维奇（1986年11月22日—）生于贝尔格莱德，是一名塞尔维亚女子射击运动员，主攻手枪项目。阿鲁诺维奇受其姐姐Jelena影响于2001年开始练习射击，后来她的姐姐也成为了她的教练。她曾学习过乌克兰语、俄语和英语。2010年11月，塞尔维亚克拉列沃发生地震，阿鲁诺维奇向灾区捐出2万第纳尔。同年年底，她凭借同年世锦赛的佳绩获得塞尔维亚年度最佳女运动员奖。

## 外部連結
- 个人官方网站（页面存档备份，存于）